# Buzura semifusca
Buzura semifusca là một loài bướm đêm trong họ Geometridae.